# Vojtěch Lindaur
Vojtěch Lindaur, pseudonym Hugo Kočár (12. září 1957 Plzeň – 8. ledna 2018 Praha) byl český hudební publicista, dramaturg, překladatel, učitel a moderátor Radia Beat.

## Profesní život
Dětství prožil v Mělníku, kde vystudoval v roce 1976 gymnázium, poté pokračoval rozhlasovou žurnalistikou na Fakultě žurnalistiky Univerzity Karlovy v Praze, kterou absolvoval roku 1981. V 80. letech byl šéfem Kulturního domu Opatov na Praze 4 a pracoval současně jako dramaturg. Z tohoto místa byl okamžitě odejit po koncertu německé zpěvačky Nico v říjnu 1985, který nebyl schválen komunistickými orgány. V dalších letech do sametové revoluce psal články pro několik periodik včetně Melodie a Hudební vědy, paralelně byl zaměstnán v časopisu Gramorevue a pod pseudonymem přispíval také do samizdatů Revolver Revue a Druhá strana.
Spoluprodukoval několik alb, např. Doba ledová (Precedens, 1987), Hodina duchů (Jan Burian, 1989) či debutová EP skupin Dybbuk a Psí vojáci. Podílel se v roli scenáristy a recenzenta na dokumentárním cyklu Bigbít (Česká televize, 1995–97) a spolupracoval na tvorbě Encyklopedie jazzu a moderní populární hudby a sborníku Excentrici v přízemí (Panton, 1989).
V letech 1990 až 2002 a opět v období 2005 až 2006 pracoval v hudebním periodiku Rock & Pop, nejdříve na pozici zástupce šéfredaktora, od roku 1993 pak jako šéfredaktor. Na pozici šéfredaktora se vrátil v roce 2014. V mezidobí 2002 až 2005 přispíval do Mladého světa. Své články publikoval v několika časopisech i denících včetně MF DNES, Lidových novin, Reflexu aj. Moderoval dva vlastní pořady Beatová klenotnice a Svěženky na Radiu Beat. V letech 2003 až 2017 byl učitelem hudební publicistiky na Vyšší odborné škole publicistiky v Praze.
Od 30. ledna do 31. prosince 1992 byl členem Rady pro rozhlasové a televizní vysílání.

## Výbor z díla
- 1990 – Život v tahu aneb Třicet roků rocku (s Ondřejem Konrádem)
- 1998 – Beaty, bigbeaty, breakbeaty (různí autoři)
- 1999 – Šance sněhových koulí v pekle
- 2000 – Příliš mnoho štěstí
- 2001 – Bigbít + soundtrack (s Ondřejem Konrádem)
- 2007 – Dotknout se snu
- 2012 − Dávám, tak ber
- 2012 − Neznámé slasti: Příběhy rockových revolucí 1972-2012[3]